# ベンクト・サミュエルソン
ベンクト・インゲマル・サミュエルソン（Bengt Ingemar Samuelsson, 1934年5月21日 - 2024年7月5日）は、スウェーデンの生化学者。

## 経歴
スウェーデン南西部のハルムスタードにて生まれ、ストックホルム大学にて学び、1967年に教授に就任。1982年に重要な生理活性物質の一群であるプロスタグランジンの発見およびその研究により、スネ・ベリストローム及びジョン・ベーンと共に、ノーベル生理学・医学賞を受賞した。
身体におけるプロスタグランジンの役割についての議論で、彼は、「多くの生物学的な機能に関わる細胞の制御システム。薬品の開発において、このシステムを操作することに無限の可能性がある」と説明している。
彼の研究の中心は。元々は反応機構に重要な影響を与えるコレステロール代謝についてであった。スネ・ベリストロームと共に、プロスタグランジンの構造の研究に続き、主にアラキドン酸の変換生成物に興味を持ち、エンドペロキシド、トロンボキサンおよびロイコトリエンの識別の研究を行った。また、彼のグループは第一に生物システムの合成や機能について、化学、生化学、生物学的研究を行った。この研究は多くの臨床分野、特に血栓症、炎症およびアレルギーと関係がある。
この分野はこれ以降、急速に発展し、1981年から1995年まで、年間約三千の論文がラベルやタイトルに「プロスタグランジン」や、その関連の「プロスタサイクリン」、「ロイコトリエン」、「トロンボキサン」を用いた。
2024年7月5日、闘病の末に亡くなった。90歳没。

## 受賞歴
- 1975年 ルイザ・グロス・ホロウィッツ賞（コロンビア大学）
- 1977年 アルバート・ラスカー基礎医学研究賞
- 1980年 ローゼンスティール賞（ブランダイス大学）
- 1981年 ガードナー国際賞、ハインリッヒ・ヴィーラント賞
- 1982年 ノーベル生理学・医学賞